# Filme cult

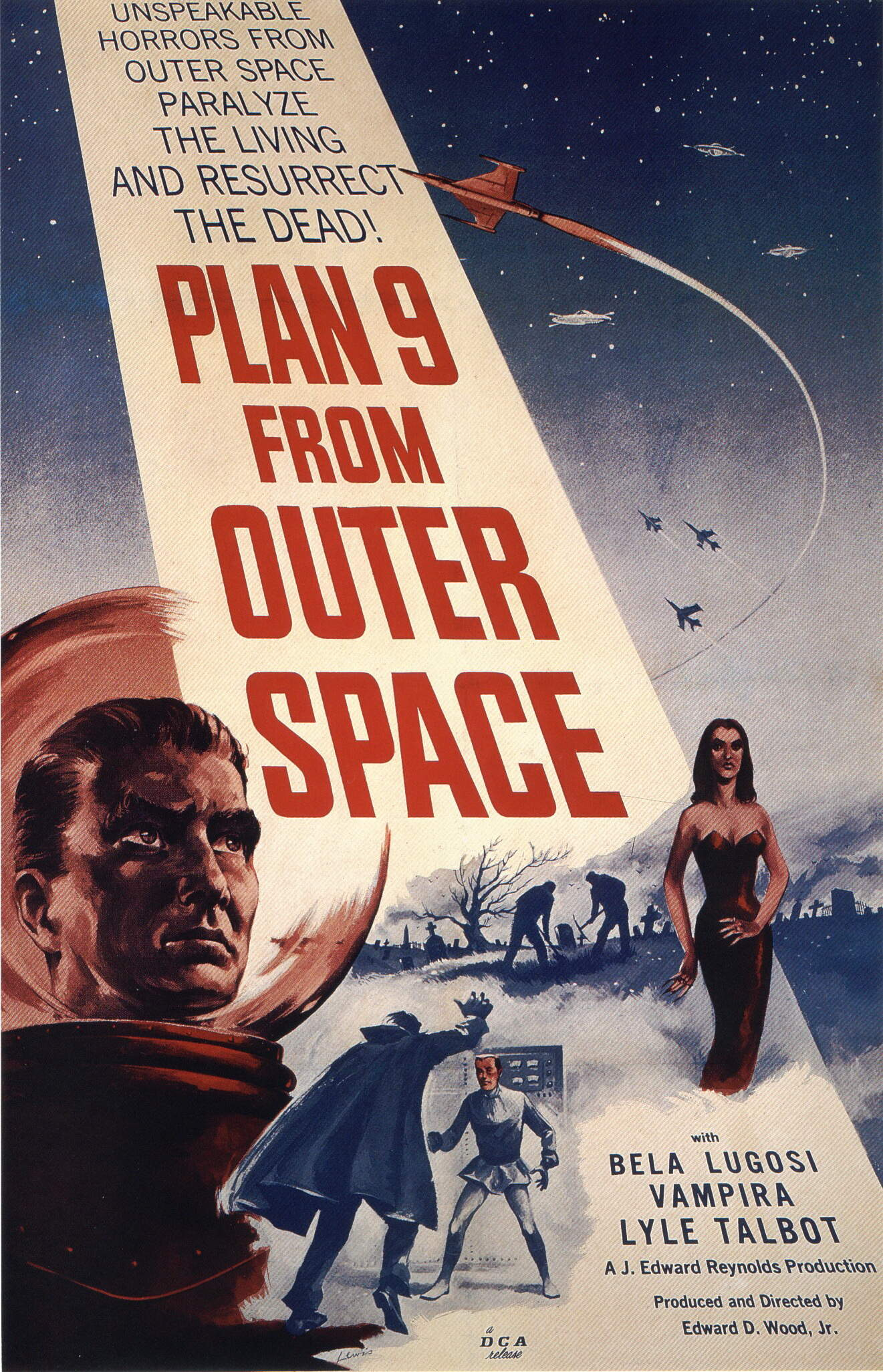
Plan 9 from Outer Space (1959) é um exemplo de filme cult.

Filmes Cult, também conhecidos como Filmes de Cultuo (do inglês: cult film ou cult movie), por vezes também chamados clássicos cult ou clássicos de cultuo (do inglês: cult classic), é um termo coloquial para filmes que adquiriram um seguimento cult, ampliando a sua popularidade após sair de exibição nos cinemas. Os filmes cult são conhecidos pela base de fãs devota e apaixonada deles. As definições inclusivas permitem grandes produções de estúdio, especialmente fracassos de bilheterias, enquanto as definições exclusivas se concentram mais em filmes que não tiveram inicialmente forte apelo numa cultura da massa (mainstream). A dificuldade em definir o termo e a subjetividade do que se qualifica como um filme cult espelham controvérsias classificatórias sobre a arte. O termo filme cult em si foi usado pela primeira vez na década de 1970 para descrever a cultura que cercava filmes undergrounds e filmes da meia-noite, embora cult fosse comum em análises de filmes há décadas antes disso.
Os filmes cult traçam suas origens a filmes controversos e mantidos vivos por fãs devotos. Em alguns casos, os filmes recuperados ou redescobertos adquiriram seguidores décadas após o lançamento original, ocasionalmente pelo valor camp deles. Outros filmes cult já se tornaram bem respeitados ou reavaliados como clássicos; há um debate sobre se esses filmes populares e aceitos pela maioria ainda são filmes cult. Depois de fracassar no cinema, alguns filmes cult se tornaram acessórios regulares em televisão a cabo ou vendedores rentáveis em home video. Outros inspiraram seus próprios festivais de cinema. Os filmes cult podem atrair subculturas específicas e formar suas próprias subculturas. Outras mídias que fazem referência aos filmes cult podem facilmente identificar quais dados demográficos desejam atrair e oferecer aos fãs experientes a oportunidade de demonstrar seus conhecimentos.
Frequentemente, os filmes cult quebram tabus culturais, e muitos apresentam exibições excessivas de violência, gore, sexualidade, palavrões ou combinações desses. Isso pode levar à controvérsia, censura e proibições definitivas; filmes menos transgressivos podem atrair quantidades similares de controvérsia quando os críticos os chamam de frívolos ou incompetentes. Filmes que não conseguem atrair quantidades de controvérsias necessárias podem enfrentar resistência quando classificados como filmes cult. Os filmes mainstream e os blockbusters de grande orçamento atraíram seguidores de cult semelhantes a filmes mais undergrounds e menos conhecidos; os fãs desses filmes muitas vezes enfatizam o apelo de nicho dos filmes e rejeitam os aspectos mais populares. Os fãs que gostam dos filmes por razões erradas, como os elementos percebidos que representam apelo mainstream e o marketing, geralmente serão ostracizados ou ridicularizados. Do mesmo modo, os fãs que se afastam dos roteiros subculturais aceitos podem sofrer rejeição semelhante.
Desde o final da década de 1970, os filmes cult se tornaram cada vez mais populares. Os filmes que uma vez se limitaram a seguidores obscuros de cult agora são capazes de entrar no mainstream, e as exibições de filmes cult provaram ser um empreendimento lucrativo. O uso excessivo do termo resultou em controvérsia, visto que os puristas afirmam que "cult" se tornou um descritor sem sentido aplicado a qualquer filme que seja o mais mínimo estranho ou não convencional; outros acusam os estúdios de Hollywood de tentar artificialmente criar filmes cult ou usar o termo como uma tática de marketing. Filmes são frequentemente declarados como um "clássico cult instantâneo" agora, ocasionalmente antes de serem lançados. Ao mesmo tempo, outros filmes adquiriram rapidamente seguidores de cult sólidos, graças à disseminação viral através das mídias sociais. O fácil acesso aos filmes cult através de vídeo sob demanda e compartilhamento de arquivos peer-to-peer levou alguns críticos a pronunciar a morte dos filmes cult.